# Cosimo Gallotta
Pour les personnes ayant le même patronyme, voir Gallotta.
Cosimo Gallotta, né le 25 mai 1977 à Oliveto Citra en Italie, est un joueur italien de volley-ball. Il mesure 1,95 m et joue réceptionneur-attaquant. Il totalise 3 sélections en équipe d'Italie.

## Palmarès
- Ligue des champions (1)
  - Vainqueur : 1995
- Supercoupe d'Europe (1)
  - Vainqueur : 1994
  - Perdant : 2000
- Championnat d'Italie (1)
  - Vainqueur : 1996
  - Finaliste : 1995
- Coppa Italia
  - Vainqueur : 1999
  - Finaliste : 1995, 1996
- Supercoupe d'Italie (2)
  - Vainqueur : 1999, 2002
  - Perdant : 1995